# Fernandocrambus ruptifascia
Fernandocrambus ruptifascia là một loài bướm đêm trong họ Crambidae.